# Abdulwahid van Bommel
Abdulwahid van Bommel, oorspronkelijke naam Wouter van Bommel (Amsterdam, 16 april 1944) was imam en is schrijver en vertaler.

## Levensloop
Van Bommel was de zoon van een katholieke vader en een hervormde moeder. Na zijn bekering tot de islam nam hij de naam Abdulwahid aan.
Van Bommel was geestelijke verzorger voor moslims bij het Medisch Centrum Haaglanden, tot 1992 imam van het Moslim Informatie Centrum in Den Haag en directeur van de Nederlandse Moslim Omroep en buitengewoon hoogleraar Islamitische geestelijke verzorging en docent geestelijke verzorging in zorginstellingen aan de Islamitische Universiteit Rotterdam.

## Publicaties
- Yunus Emre: Laten we liefhebben en onszelf geliefd maken (vertaling van Turkse mystieke poëzie) (1991)
- Islam en Ethiek in de gezondheidszorg (1993)
- Islam, liefde en seksualiteit (2003)
- Wankele Waarden (2003)
- Islam en de rechten van vrouwen (2005)
- Valt er nog wat te lachen met die moslims (2007)
- Vertaling van de Masnawî van Rumi (2011)
- Konya Criteria: de zeven adviezen van Rumi;
- Evliya Çelebi, wereldreiziger, verhalenverteller en wereldburger
- Herleving van het ethisch zakendoen in de 21e eeuw.
- Adviezen aan jongeren, vertaling van O mijn zoon Ayyuhal Walad van Al-Ghazalî (2012)
- Ahmed Yasawî. 2013;
- Yunus Emre Stem van de liefde 3e en uitgebreide druk. 2014;
- Hadji Bektas Veli. Leven en werk 2016
- Sari Saltuk Soefi, monnik, priester of rolmodel voor dialoog? 2020

- De Koran: Uitleg voor kinderen (2017)
- De Koran: Uitleg voor kinderen 2 (2020)
- De Koran: Uitleg voor kinderen 3 (2024)

Medewerker aan diverse gezamenlijke publicaties:
-	Handboek Godsdienst in Nederland, hoofdstuk Islam, De Horstink, 1992
-	Mens & Medemens, Geestelijke stromingen in onze samenleving, hoofdstuk De Islam, Wolters Noordhoff, 1991, 1995, 2002
-	Heilige schriften, waarden en plurale samenleving, Kok, Agora, 1996, hoofdstuk Duurzaamheid en verandering: de functie van de qorân in deze tijd
-	Het woordenboek van De duivelsverzen, Contact, 1996, lemma’s Fatwa en Satansverzen
-	Tolerantie getolereerd? Islamitische en westerse opvattingen, Mys & Breesch, 1996, hoofdstuk Intolerantie, ook voor moslims een probleem
-	Leren met en van elkaar, Religie, geweld en opvoeding tot vrede, Boekencentrum, 1997, hoofdstuk Het vredesperspectief in de Qorân
-	Islam en gezondheidszorg, Ambo, 1997, hoofdstuk Islam, ethiek en gezondheidszorg
-	Islam en mensenrechten, Bulaaq, 1998, hoofdstuk Islam en medische ethiek
-	Handboek Interculturele Zorg, losbladig systeem, hoofdstuk Gezondheidsethiek en islam
-	Rituelen, hoofdstuk Rite en symbool
Engelstalige publicaties:
- Muslims in the Netherlands: Educational Developments, Muslim Education Quarterly, Islamic Academy, Cambridge, 1990
- Islam in Dutch Society, Current Developments and Future Prospects, Kok Pharos, 1992, chapter The history of Muslim umbrella organizations,
- ¬Muslims and Christians in Europe, Breaking New Ground, 1993, chapter Old and New Europeans: Muslim Resistance to 'Europeanization',
- Media Ethics of Muslims in the Age of Cross Cultural Communication, Cambridge, 1998
- Quality or Sanctity of Life? Holy Scriptures in Judaism, Christianity and Islam, Hermeneutics, Values and Society, Currents of Encounter, 1997 